# Шарапаев, Пётр Анатольевич
Пётр Анатольевич Шарапаев (род. 14 апреля 1971, Знаменское, Северо-Казахстанская область) — казахстанский общественно-политический деятель, депутат Мажилиса Парламента Республики Казахстан VI созыва (2016—2021).

## Биография
Пётр Анатольевич Шарапаев ролился 14 апреля 1971 года в селе Знаменском Светлопольского сельсовета Бишкульского района Северо-Казахстанской области Казахской ССР, ныне село — административный центр Светлопольского сельского округа Кызылжарского района той же области Республики Казахстан.
Трудовую деятельность начал в 1988 году рабочим строительного цеха Бишкульской птицефабрики Северо-Казахстанской области.
В 1989—1991 годах служил в рядах Советской Армии.
В 1991—1994 годах — рабочий склада Бишкульской птицефабрики Кызылжарского района Северо-Казахстанской области.
Окончил Курганскую государственную сельскохозяйственную академию по специальности «Бухгалтерский учет и аудит».
В 1994—1995 годах — бухгалтер ТОО «Радуга» (город Петропавловск), предприятие выпускало краску.
В 1995—1999 годах — эксперт-экономист СКФ «ЦентрБанк» (город Петропавловск).
В 1999—2015 годах — директор ИП «Шарапаев П. А.» (город Петропавловск).
В 2002—2016 годах — исполнительный директор ТОО «Радуга» (город Петропавловск). Годовой оборот в ТОО «Радуга» 10,5 миллиарда тенге, производит продукты питания и товары народного потребления, дистрибьютор товаров других производителей.
Член партии «Нур Отан», в 2022 году партия переименована в «Аманат».
С 25 марта 2016 года по 15 января 2021 года — депутат Мажилиса Парламента Республики Казахстан VI созыва от партии «Нур Отан», избран по партийному списку. Член Комитета по финансам и бюджету.

## Семья
- Брат Дмитрий, учредитель и генеральный директор ТОО «Радуга»[4].
- Пётр Шарапаев женат, двое детей.